# Turistická značená trasa 7806
 Turistická značená trasa 7806 je 3 km dlouhá žlutě značená trasa Klubu českých turistů v okrese Jeseník obsluhující turistické lokality v okolí Studničního vrchu. Převažující směr trasy je severozápadní.

## Popis trasy
Počátek turistické trasy 7806 se nachází v nadmořské výšce 715 m na rozcestí Smrkový a Vilémův pramen s modře značenou okružní trasou 2205 vedoucí z Lázní Jeseník do České Vsi, které se nachází nad stejnojmennými prameny. Trasa 7806 stoupá nejprve jihozápadním směrem po lesní pěšině na rozcestí u Jitřního pramene. Přes významné rozcestí prochází červeně značená trasa 0601 z Jeseníku do Žulové, je zde výchozí modře značená trasa 2204 do Písečné a prochází tudy zeleně značená trasa 4804 z České Vsi k jeskyni Na Pomezí. S ní trasa 7806 souběžně stoupá po lesní cestě severozápadním směrem k Priessnitzovu prameni, kde souběh končí. Trasa 7806 odtud prudce stoupá úvozovou cestou do vrcholových partií Studničního vrchu. Samotný vrchol míjí pěšina z východu a asi po 300 metrech ústí na cestu, která z něj schází. Po ní trasa 7806 sestupuje k Ripperovu kameni, u kterého v nadmořské výšce 945 m končí. V závěru vede v krátkém souběhu s modře značenou trasou 2206 od jeskyně Na Pomezí, která zde končí též. Průchozí je zde opět červeně značená trasa 0601 z Jeseníku do Žulové, která sem přichází východním úbočím Studničního vrchu.

## Historie
Úsek Jitřní pramen - Ripperův kámen byl vyznačen dříve, úvodní úsek později.

## Turistické zajímavosti na trase
- Smrkový pramen
- Vilémův pramen
- Jitřní pramen
- Priessnitzův pramen
- Ripperův kámen